# Wappen der Stadt Tirschenreuth
Das Wappen der Stadt Tirschenreuth ist seit 1966 neben der Flagge das offizielle Hoheitszeichen von Tirschenreuth.

## Blasonierung
„Geteilt von Blau und Silber; oben über einer goldenen Zinnenmauer mit Tor und beiderseits je einem goldenen Turm die stehende goldene Figur eines Abtes mit Mitra, Krummstab und Buch; unten auf grünem Boden zwischen zwei grünen Laubbäumen ein grün gekleideter Mann, der mit einer Haue rodet.“

## Geschichte
Das Wappen wurde, von in dem vom Waldsassener  Abt Johann V. 1364 verliehenen Siegel überliefert und 1966 neu festgestellt.
Im oberen Teil des Wappens sind ein Abt und eine Burg zu sehen, was die lange Zugehörigkeit zum Kloster Waldsassen symbolisiert. Dieser Teil stammt aus dem im Jahr 1364 zur Verleihung der Stadtrechte durch Abt Johann V verliehenen Siegel. In der unteren Hälfte ist der mutmaßliche Stadtgründer Turso mit einer Art Sense zwischen zwei Bäumen abgebildet. Turso rodete ein Gebiet, um darauf die Stadt zu erbauen. Diese Abbildung wurde im 15. Jahrhundert als Wappen der Stadt verwendet.
Das kleine Wappen zeigt nur den Stadtgründer Turso.